# Safâ et Marwa
Pour les articles homonymes, voir Safa.
Safâ et Marwa (arabe : الصفا, Aş-Şafā ; المروة, Al-Marwah) sont deux buttes rocailleuses situées à La Mecque à proximité de la Kaaba, entre lesquelles se déroule le rite du saʿīy, (سَعْيي, « la course ») qui consiste, lors du hajj ou de la oumra, à parcourir à sept reprises d'un pas rapide la distance qui les sépare. 
Succédant au tawaf autour de la Kaaba, ce rituel est une station comptant parmi les activités obligatoires et incontournables à accomplir par les pèlerins musulmans.

## Description
L'apparence ancienne des collines de Safâ et Marwa nous est connue par une description qu'en fait le géographe arabe Ibn Jubair au XIIe siècle, qui décrit deux modestes collines au sommet desquelles on accède par des escaliers, quatorze pour Safâ, cinq pour Marwa. Situées à environ 365 m de la Kaaba, au sud-est pour Safâ et au nord-est pour Marwa, les collines sont alors séparées par une route rocailleuse bordée d'innombrables échoppes. 
Au fil des siècles et des pèlerinages, les deux éminences originales ont progressivement été rabotées par le passage des millions de pèlerins et sont aujourd'hui réduites à deux monticules rocheux qui affleurent du sol.  
Depuis les profonds réaménagements opérés par les souverains saoudiens depuis le milieu du XXe siècle afin de gérer l'afflux sans cesse croissant des pèlerins, le site est désormais complètement enclavé dans l'infrastructure du sanctuaire. 
Les quatre cent vingt mètres qui séparent les deux monticules, tous deux surmontés d'une coupole, sont dotés de deux couloirs entièrement dallés, chacun à sens uniques, tandis qu'une galerie permet de répartir le flux sur deux étages pour faciliter les sept passages que doit effectuer chaque pèlerin. Une allée centrale, également divisée en deux, est réservée aux personnes se déplaçant avec difficulté. 

## Histoire

### Période pré-islamique

#### Idoles

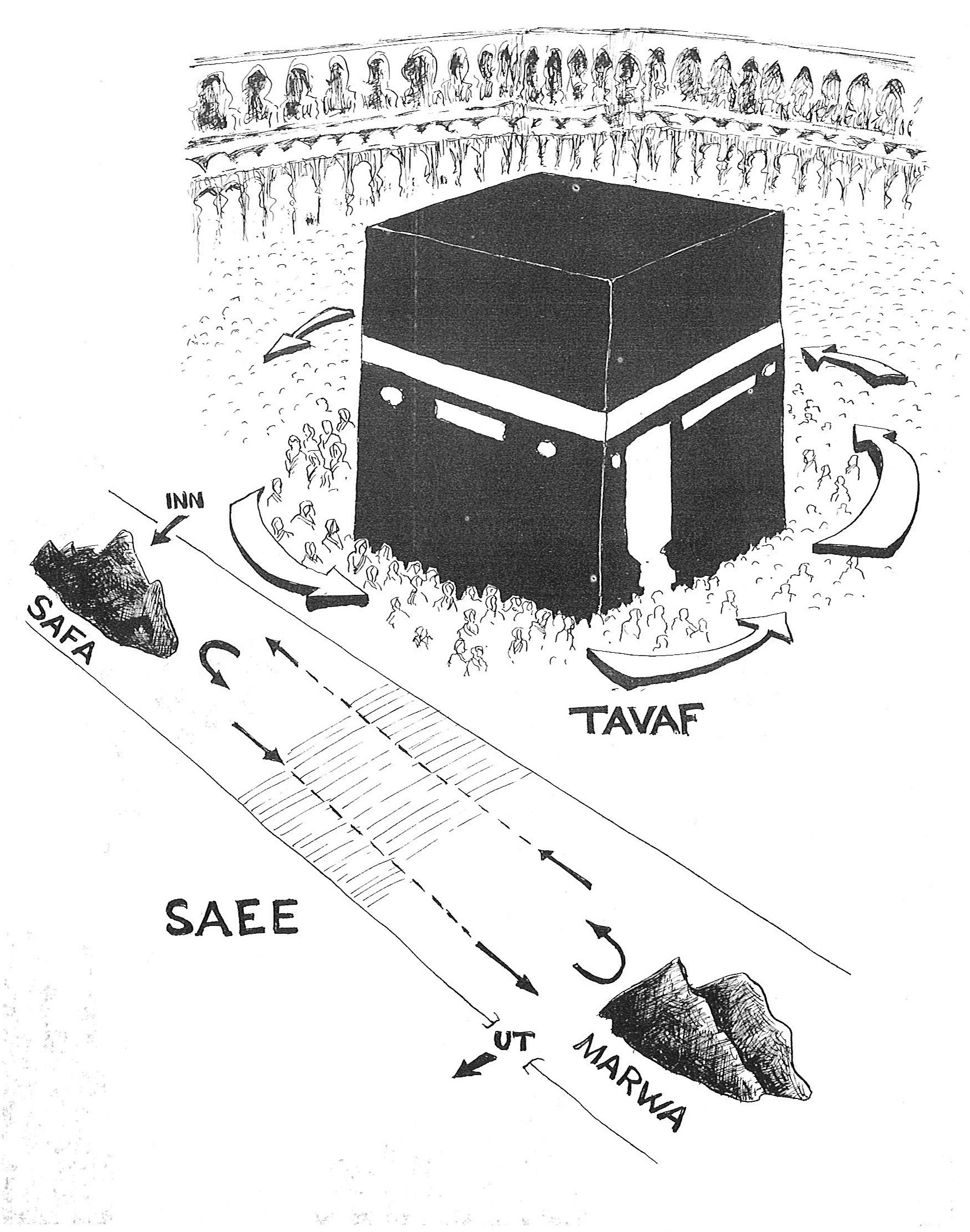
Croquis montrant le sa′iy entre Safâ et Marwa ainsi que le ṭawâf autour de la Kaaba.

L'aire située entre les collines de Safâ et Marwa semble avoir abondé en pierres de qualité ainsi que semble en attester le nom des deux collines : Safâ désigne en effet une pierre large et lisse et Marwa, une pierre scintillante qui peut produire du feu. 
Ces pierres ont pu servir d'objets de vénération et divers témoignages attestent de la présence d'objets de culte parsemant le chemin entre les deux collines : pour certains des images ou des statues, pour d'autres des pierres noires rituelles… L'historien mecquois du IXe siècle Al-Fakihi évoque la présence aux temps préislamiques de 36 idoles, dont l'une d'elles est disposée au sommet de chacune des collines. 

#### Isaf et Na'ila
Certains témoignages mentionnent les noms de ces deux idoles et rapportent leur origine : Isaf et Na'ila, deux amants qui, s'étant rendu coupable de fornication dans l'enceinte de la Kaaba, ont été pétrifiés et leurs effigies disposées sur les deux collines par 'Amr ibn Luhay afin de mettre en garde les pèlerins contre les comportements inappropriés dans les lieux sacrés ; mais, au fil des ans, cette origine scandaleuse a été oubliée et les pèlerins ont commencé à les vénérer comme des idoles. Pour le chercheur Hava Lazarus-Yafeh, cette légende peut être une réminiscence d'une pratique cultuelle proche-orientale ancienne de prostitution rituelle ayant existé à une certaine époque à La Mecque. 
Suivant cette tradition, c'est Qusay qui, après sa prise de pouvoir à La Mecque, déplace les statues, l'une près de la Kaaba, l'autre près de l'endroit où la source de Zamzam sera creusée par après. Un autre récit les situe toutes deux auprès de Zamzam où elles demeurent jusqu'à la prise de la Mecque par Mahomet.

### Tradition musulmane

#### Adam et Ève

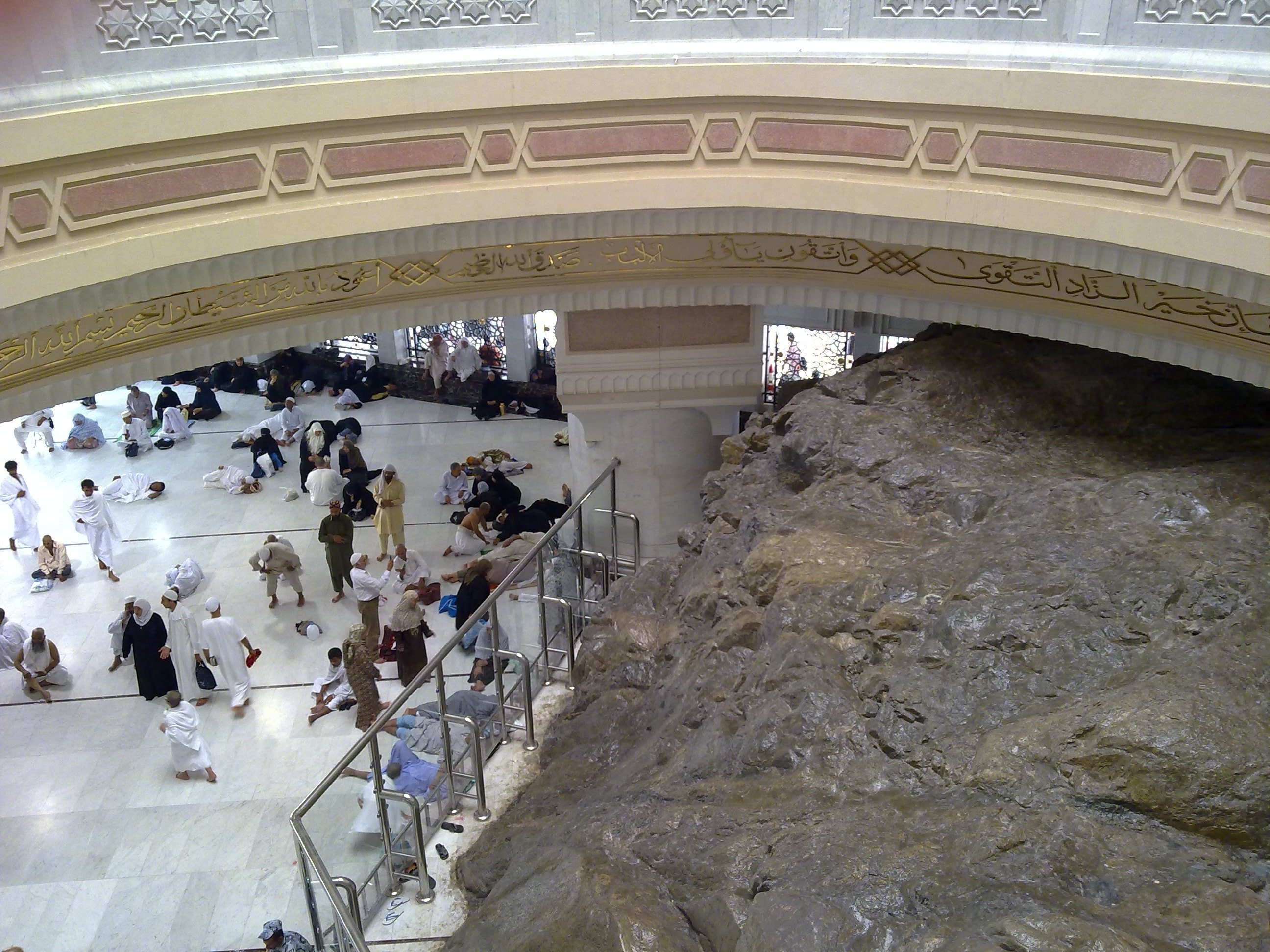
Le rocher Safâ sous le dôme qui lui est réservé au sein de la mosquée al-Haram.

Suivant une tradition rapportée entre autres par Tabari au IXe siècle, Adam et Ève, lors de leur pèlerinage qu'ils effectuent chaque année auprès de la Kaaba apportée du Paradis pour Adam, le couple prend l'habitude de se reposer sur les collines de Safâ et Marwa. Certains commentateurs affirment en outre que la dépouille d'Adam repose dans la montagne Abû Qubays au pied de laquelle se situent les deux élévations. 

#### Agar et Ismaël
La légende la plus rapportée concernant l'origine du rituel met en scène Agar, servante d'Abraham, et leur jeune enfant Ismaël.
Suite à un ordre divin, Abraham amène Agar et son fils à La Mecque, alors sauvage et inhabitée, où il les place à l'ombre d'un arbre épineux, les confiant à la miséricorde divine.
Ayant épuisé sa  petite réserve d'eau, Agar ne peut désaltérer son fils en bas âge, qui commence à montrer des signes de détresse. Elle le quitte se met en quête d'eau désespérément, courant entre les collines voisines de Safâ et Marwa qu'elle gravit successivement pour rechercher âme qui vive à l'horizon. 
Alors que tout espoir semble perdu, la mère et l'enfant sont secourus par un ange, régulièrement identifié à Gabriel, qui frappe le sol du talon, faisant jaillir l'intarissable source de Zamzam qui désaltère encore les pèlerins de La Mecque. Agar et Ismaël sont alors secourus par des hommes intrigués par la présence inhabituelle d'oiseaux attirés par la source ; en échange de leur protection, Agar leur permet d'user de la source dont la propriété reste cependant à son fils. Revenu voir son fils des années plus tard, Abraham, guidé par Gabriel, effectue lui-même les rites du pèlerinage mecquois, au nombre desquels la septuple course. 

#### Dans le Coran
Après la conquête de La Mecque par Mahomet, ce dernier réactualise le pèlerinage abrahamique et la tradition de la course entre Safâ et Marwa se perpétue bénéficiant d'une caution coranique : c'est en effet le seul site où se déroulent des rites importants du Hajj qui soit nommément cité dans le Coran. Le passage est le dernier d'une série de versets qui soulignent de différentes manières « le rôle central du sanctuaire de La Mecque dans l'économie de l'histoire sacrée ». Suivant la tradition, le verset est révélé à Mahomet quand certains musulmans lui font part de leur répugnance à opérer un rite repris des idolâtres préislamiques: 

« Safâ et Marwa sont d'entre les signes de Dieu ; quiconque accomplit la 'umra ou le hajj ne commet point de péché en y effectuant les tournées rituelles. »

— Coran, Sourate 2 : La vache (Al-Baqara) verset 158 (trad. Claude Addas).
Si pour certains commentateurs l'expression « ne commet point de péché » implique la neutralité légale qui ne rend pas obligatoire la « course », c'est une deuxième position supposant que le rituel est obligatoire, qui s'est rapidement imposée : on la retrouve dans la sunna, appuyée par l'épouse de Mahomet, Aïcha, 

## Lesaʿīy

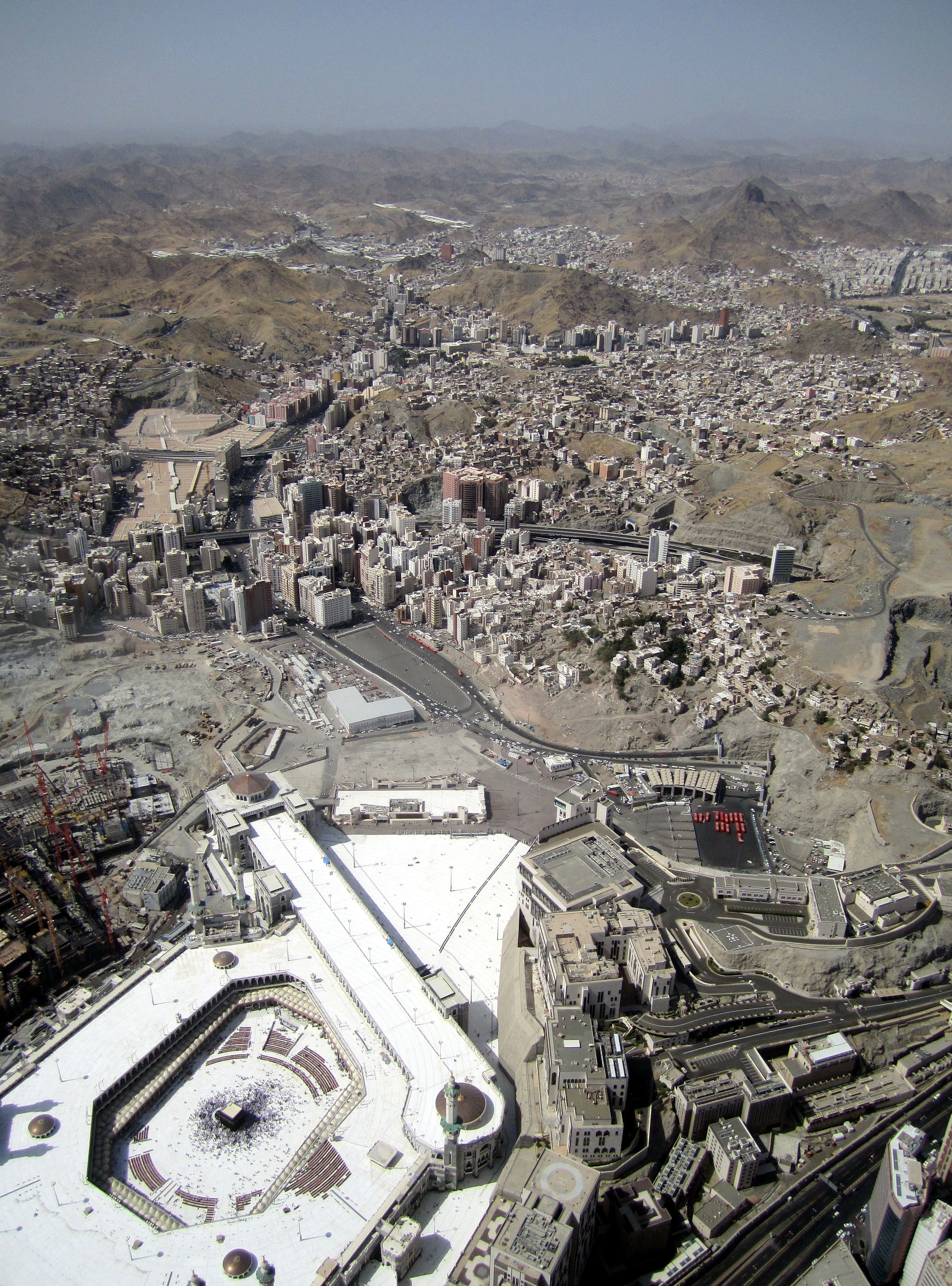
La Mecque vue du ciel (2011). On distingue la Masjid al-Haram avec la Kaaba au centre, et sur la droite, le couloir reliant les dômes sous lesquels se trouvent Safâ (le plus proche de la Kaaba) et Marwa.

Concrètement, la déambulation rituelle entre Safâ et Marwa consiste en une série de sept va-et-vient (shawt) entre les deux rochers, représentant un parcours total de 3,5 km, une partie du chemin devant être parcourue à un rythme plus rapide que la marche, raison pour laquelle le rituel est généralement appelé le saʿīy (littéralement, « courir»). Cependant, il arrive que certaines hadîths ou jurisprudences islamiques qualifient la marche de circumambulation (tawaf) bien que ce soit techniquement discutable.    
Si les origines de la pratique pré-islamique du saʿīy est incertaine, elle est néanmoins adoptée presque telle quelle par l'Islam qui la légitime par diverses légendes dont celle déjà évoquée de la course d'Agar pour l'eau d'Ismaël, une autre légende faisant référence à Abraham fuyant un démon ou une autre encore évoquant Moïse courant entre les deux éminences. En adoptant le saʿīy pré-islamique, il semble que le but de Mahomet ait été de faire de l'Islam une religion acceptable par tous les Arabes, au-delà de sa seule tribu des Quraych.